# Парламентарни избори в България (1946)
Парламентарните избори се провеждат на 27 октомври 1946 г. в Народна република България и са за Шесто велико народно събрание. Неговата задача е окончателното премахване на Търновската конституция и юридическото утвърждаване на комунистически режим чрез Димитровската конституция.

## Резултати
| Партия                                                                                                 | Гласове   | %    | Места |
| --- | --------- | ---- | ----- |
| Българска работническа партия (комунисти)                                                              | 2 264 852 | 53,9 | 278   |
| Български земеделски народен съюз (Никола Петков) – Обединена работническа социалдемократическа партия | 1 191 455 | 28,3 | 101   |
| Български земеделски народен съюз (казионен)                                                           | 564 581   | 13,4 | 68    |
| Българска работническа социалдемократическа партия (широки социалисти)                                 | 79 774    | 1,9  | 9     |
| Звено                                                                                                  | 70 731    | 1,7  | 8     |
| Демократическа партия                                                                                  | 22 736    | 0,5  | 0     |
| Радикалдемократическа партия                                                                           | 8 868     | 0,2  | 1     |
| Независими                                                                                             | 298       | 0,0  | 0     |
| Невалидни/празни бюлетини                                                                              | 63,319    | –    | –     |
| Общо                                                                                                   | 4 266 614 | 100  | 465   |
| Източник: Nohlen & Stöver                                                                              |           |      |       |